# Suq al-Jum'a
Sūq al-Jumʿa (anche Suk el Giuma, o Sugh el Giumaa (in arabo سوق الجمعة‎?), letteralmente "Mercato del venerdì", è una località della Libia, situata 5 km ad est di Tripoli e ormai inglobata nell'area metropolitana della capitale.
Negli anni del colonialismo italiano fu sede di uno dei sei circondari della Provincia di Tripoli, con giurisdizione sulla zona della Tripolitania ad oriente della capitale.

## Sport

### Impianti sportivi
La cittadina era attraversata dal circuito cittadino su cui si disputò, dal 1925 al 1933 il Gran Premio di Tripoli, e fu proprio in questa località che, nel 1930 perì in un tragico incidente il pilota Gastone Brilli-Peri. L'evento spinse le autorità a progettare un più sicuro autodromo cittadino, che fu inaugurato in occasione dell'VIII Gran premio di Tripoli il 6 maggio 1934 dall'allora governatore Italo Balbo all'interno dell'oasi di Tagiura. Il nuovo autodromo, capace di ottomila posti a sedere, fu progettato dagli ingegneri Attilio Arcangeli e Luigi Maruffi.

## Infrastrutture e trasporti
Sempre sulle rive del lago fu costruito l'aeroporto militare di Mellaha (oggi Aeroporto militare di Mitiga). 
Nell'ambito della Campagna di Libia (1913-1921) il 2 ottobre 1916 arriva sul campo volo di Mellaha la 12ª Squadriglia Caproni ed il 10 ottobre le 2 Sezioni Farman diventano 104ª Squadriglia Farman da Difesa sempre su Mellaha.
All'inizio del 1919 arriva anche la 90ª Squadriglia.
La base fu usata anche dall'Regia Aeronautica italiana e dalla Luftwaffe tedesca durante la Seconda guerra mondiale. 
In seguito ospitò fino al 1970 una base dell'aviazione americana con il nome di "Wheelus Air Base", e dopo il colpo di Stato di Gheddafi del 1969, prese il nome di "Base aerea ʿOqba ben Nāfiʿ" e fu una delle principali installazioni operative dell'aviazione libica.

Durante la guerra fredda ospitò alcuni uomini e velivoli dell'Aeronautica Militare Sovietica, e fu uno dei principali obiettivi dei bombardamenti americani sulla Libia del 1986.

Dal 1995 la struttura è stata convertita per uso civile ed ora ospita l'"Aeroporto internazionale di Mitiga", (IATA: MJI, ICAO: HLLM) secondo aeroporto per importanza della città di Tripoli, con collegamenti alle città di Bengasi, Misurata, Istanbul e Aleppo.